# 劉賢鐘
劉 賢鐘（Yoo Hyeon Jong、ユ・ヒョンジョン、1939年2月25日 - ）は、韓国の小説家。全羅北道全州の出身。本貫は江陵劉氏。

## 略歴
1939年2月25日、全羅北道全州に生まれる。短編『뜻 있을 수 없는 이 돌멩이(意思のないこの小石)』が『자유문학(自由文学)』第3回新人賞小説部門に選ばれ、登壇。
現実意識と超人的意思を追求する傾向が作品『거인(巨人)』、『섬진강(蟾津江)』などに現れている。初期の代表作『뜻 있을 수 없는 이 돌멩이(意思のないこの小石)』は、休戦線軍事分界線に勤務する国軍上等兵が鉄条網向こうの人民軍哨兵にタバコの火を貸すことから始まるが、一つの小石に委託して国土分断の不条理を告発している作品である。このため、劉の作品は不条理な現実に対する批判と対決意思を具現したものと評価されている。
1968年に発表した長編、『불만의 도시(不満の都市)』もやはり、密輸財閥を巡る社会悪の通俗的な状況を描いている。この他に、1974年に『양반전(ヤンバン傳)』、『우리들의 광대원』などの喜劇を発表した。

## 年譜
- 1939年2月25日、全羅北道全州に生まれる[1]。
- 1961年、短編『뜻 있을 수 없는 이 돌멩이(意思のないこの小石)』が『자유문학(自由文学)』第3回新人賞小説部門に選ばれ、登壇。
- 1976年、韓国創作文学賞受賞。

## 代表作品
- 1968年、불만의 도시(不満の都市)
- 1975年、들불(野原の火)
- 1978年、연개소문(淵蓋蘇文)
- 1980年、삼별초(三別抄)
- 1980年、천산북로(天山北路)
- 1981年、왕도(王道)
- 1986年、임꺽정(林巪正)
- 1888年、장보고(張保皐)
- 1990年、정감록(鄭鑑録)
- 1989年、황산(黄山)
- 1990年、대조영(大祚栄)